# Wayō
Wayō (和様 lit. estilo japonés?) es el nombre dado a un estilo desarrollado en el arte y la arquitectura en Japón durante el período Heian, principalmente por las sectas esotéricas Tendai y Shingon. Junto con Zenshūyō y Daibutsuyō, es uno de los tres estilos más significativos desarrollados por el budismo japonés sobre la base de modelos chinos.

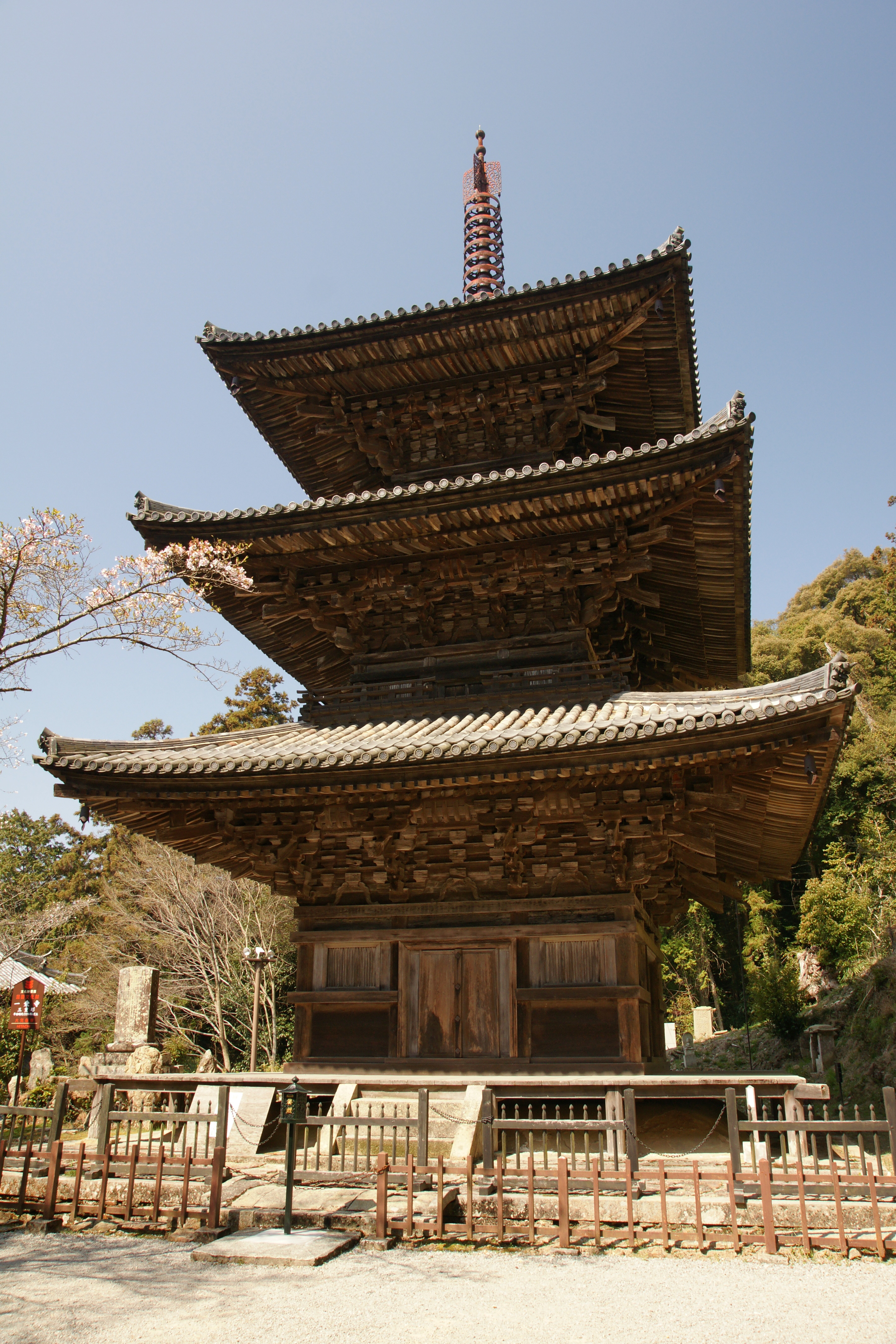
Pagoda de Ichijō-ji, es un ejemplo de estilo wayō

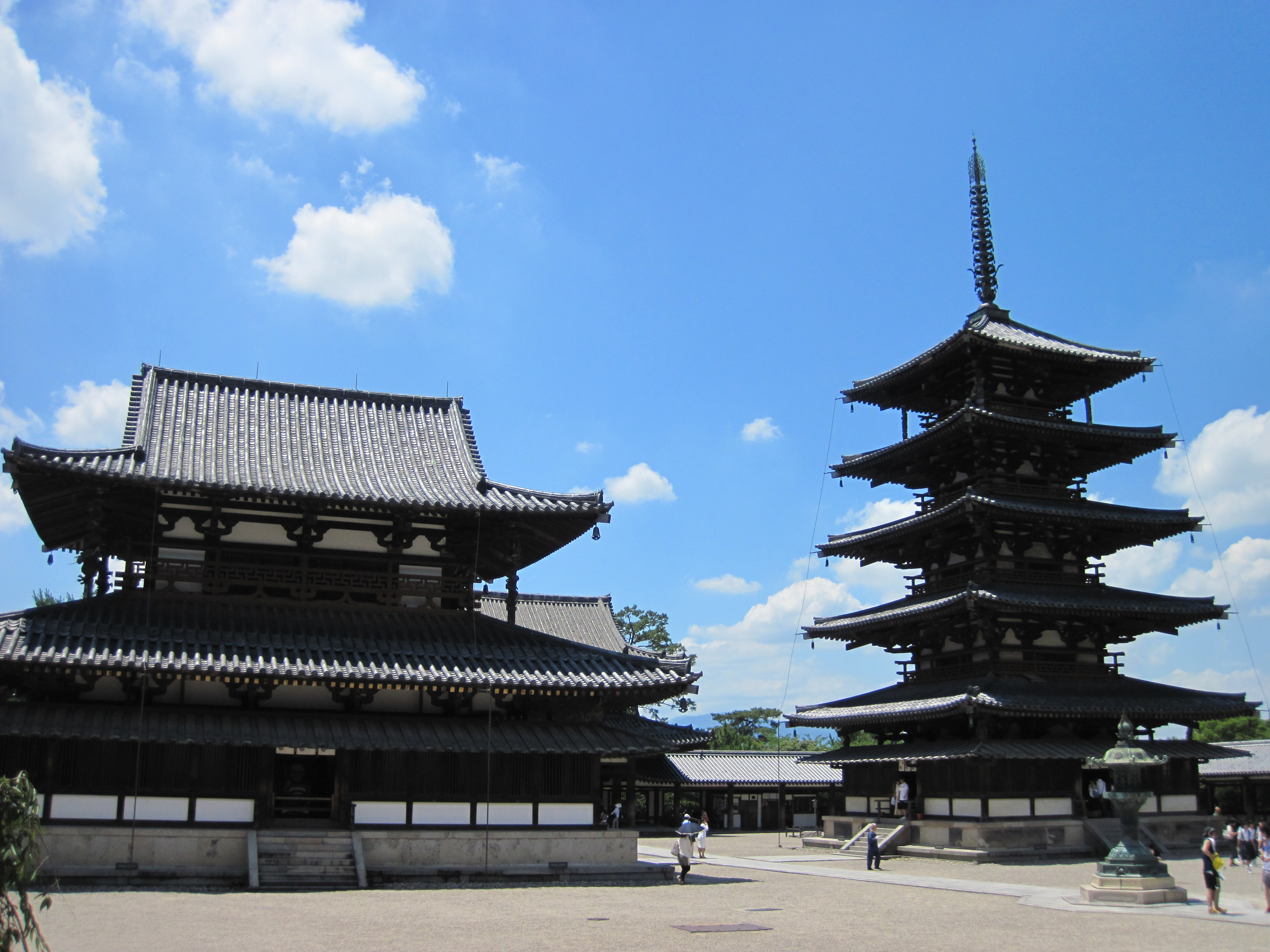
Horyu-ji, templo budista localizado en Ikaruga, prefectura de Nara, Japón.

El nombre fue acuñado más tarde, durante el período Kamakura cuando nacieron los otros dos estilos. Debido a que para entonces el estilo fue considerado como nativo, el término comenzó a ser utilizado para distinguir los estilos más antiguos de los que acaban de llegar de China. Se caracteriza por la sencillez, la abstención de la ornamentación, el uso de la madera natural y en los materiales de fricción generales. Estructuralmente, se distingue por una sala principal dividida en dos partes, una zona exterior para los principiantes y una zona interior para iniciados, una cubierta a cuatro aguas que cubre todas las áreas, un suelo de madera levantado en lugar de los pisos de baldosas o de piedra de los templos anteriores, aleros para cubrir los escalones de la entrada extendido; tejas o corteza en lugar de techos del azulejo; y una disposición de shichidō garan adaptado al medio natural, en lugar de seguir los diseños simétricos prevalentes, por ejemplo, en los templos Zen.
Templos de este estilo, sin la influencia de los estilos posteriores, se encuentran en su mayoría en la región de Kansai, y particularmente en Nara.

## Shin-Wayō
Durante el período Muromachi, la combinación de wayō con elementos del estilo daibutsuyō se hizo tan frecuente que a veces se le llamaba Shin-wayō (新和様 new wayō?).